# Meant to Be
Meant To Be är ett album från 2002 av den svenska sångerskan Jennie Löfgren. Detta var hennes debutalbum som producerades av Anders Herrlin. Singlarna Somewhere och Believer blev stora hitlåtar.

## Låtlista
1. Do You Feel (Jennie Löfgren) (6:47)
2. Somewhere (Jennie Löfgren) (6:48)
3. Believer (Rick Nowels, Jennie Löfgren & Billy Steinberg) (5:52)
4. Meant To Be (Rick Nowels, Jennie Löfgren & Billy Steinberg) (7:33)
5. Home (Jennie Löfgren) (6:45)
6. Dreams (Jennie Löfgren & Jörgen Elofsson) (5:39)
7. You Make Me Feel (Jennie Löfgren) (7:00)
8. This Day (Rick Nowels, Rob Playford, Jennie Löfgren & Billy Steinberg) (7:29)
9. Sleep (Rick Nowels, Marie Claire D'Ubaldo & Billy Steinberg) (7:12)
10. Secretly (Jennie Löfgren) (5:58)
11. Spark (Jennie Löfgren) (7:26)
12. Precious Blue (Jennie Löfgren) (5:19)